# Bolborhachium leai
Bolborhachium leai là một loài bọ cánh cứng trong họ Geotrupidae. Loài này được miêu tả khoa học năm 1924 bởi Boucomont.